# Maksymin z Trewiru
Maksymin z Trewiru, niem. Maximin von Trier (ur. w Silly, zm. ok. 346 w Poitiers) – biskup, przeciwnik arianizmu, święty.

## Życiorys
Biskup Maksymin był wspierany przez dwory cesarzy Konstantyna II i Konstansa. Dwukrotnie w latach 336–337 oraz w 343 gościł w Trewirze zesłanego do Europy św. Atanazego. Wziął udział w synodzie w Serdice w 343 roku. Opowiadał się przeciwko arianom. Martyrologium rzymskie wyznacza jako dzień jego wspomnienia 29 maja. Osobę św. Maksymina wspominają w swych pismach Paulin z Noli i Grzegorz z Tours.
Jesienią 353 roku ciało św. Maksymina zostało przeniesione do kościoła św. Jana pod Trewirem, gdzie w VII wieku powstało opactwo benedyktyńskie św. Maksymina. Kult rozpowszechnił się w Alzacji, Francji, a także w Szwajcarii. Relikwie głowy przechowywane są w Pfalzel koło Trewiru. Czczony jako patron w niebezpieczeństwach na morzu, od deszczu i w przypadku krzywoprzysięstwa.